# Torneo U20 NTC Invitational 2015

## Grupo A
| Equipo         | Pts | PJ | PG | PE | PP | GF | GC | Dif |
| -------------- | --- | -- | -- | -- | -- | -- | -- | --- |
| Japón          | 6   | 2  | 2  | 0  | 0  | 7  | 0  | +7  |
| Estados Unidos | 3   | 2  | 1  | 0  | 1  | 1  | 3  | -2  |
| Brasil         | 3   | 2  | 1  | 0  | 1  | 1  | 4  | -3  |
| México         | 0   | 2  | 0  | 0  | 2  | 0  | 2  | -2  |

```
                 
MEX
 
México
 0-1 
BRA
 
Brasil

                 
USA
 
Estados Unidos
 0-3 
JPN
 
Japón

                 
BRA
 
Brasil
 0-4 
JPN
 
Japón

                 
USA
 
Estados Unidos
 1-0 
MEX
 
México

                 
JPN
 
Japón
 VS 
MEX
 
México

                 
USA
 
Estados Unidos
 VS 
BRA
 
Brasil
```

- Datos: Q20994393